# Allium subvillosum
Allium subvillosum es una especie del género Allium perteneciente a la familia de las amarilidáceas.

## Descripción

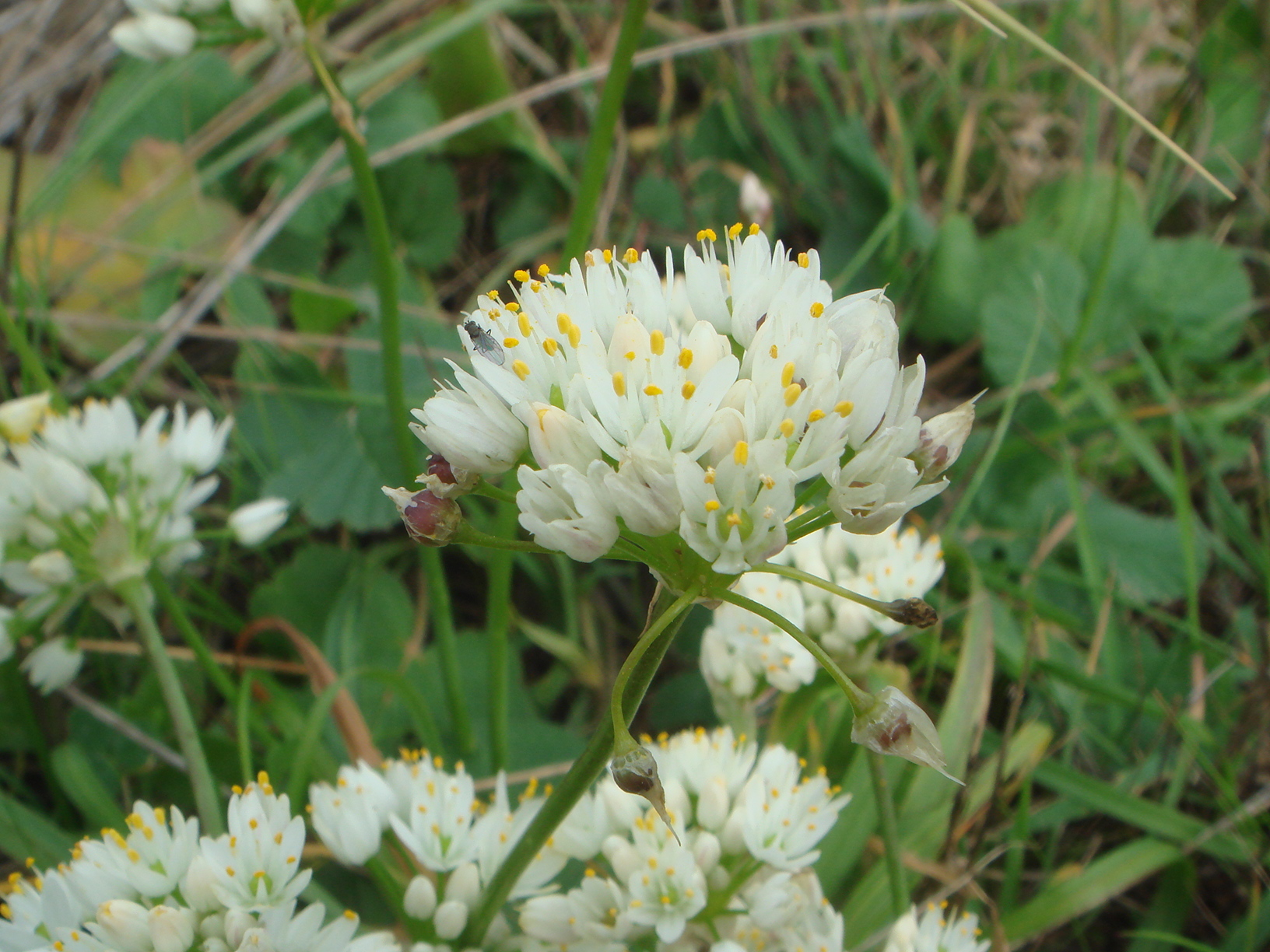
Flores

Planta bulbosa, perenne, variable en su altura de 3 a 30 cm. El tallo lampiño y liso, sostiene una umbela de 15 a 20 flores blancas. Cada flor tiene 6 estambres simples, con anteras amarillas que sobresalen un poco de la flor. Las hojas normalmente 3, son largas y estrechas y tienen pelos visibles.
Es parecida a Allium subhirsutum pero con umbelas de flores más densas, de 25–35 mm de diámetro, las flores individuales más en forma de copa que estrellada. Florece en invierno y primavera.

## Distribución y hábitat
Sur de Portugal y sur de España, Baleares, Sicilia y norte de África, donde es especialmente común en algunos lugares.
Hábitats herbosos o arenosos, a menudo cerca del mar. En pinares abiertos y matorrales.
Concretamente en la Comunidad Valenciana, España, está catalogada como especie en peligro de extinción, con las consecuencias legales que puede conllevar su recolección.

## Taxonomía
Allium subvillosum fue descrita por Salzm. ex Schult. & Schult.f. y publicado en Systema Vegetabilium, editio decima sexta 7: 1104, en el año 1830.
Etimología
Allium: nombre genérico muy antiguo. Las plantas de este género eran conocidos tanto por los romanos como por los griegos. Sin embargo, parece que el término tiene un origen celta y significa "quemar", en referencia al fuerte olor acre de la planta. Uno de los primeros en utilizar este nombre para fines botánicos fue el naturalista francés Joseph Pitton de Tournefort (1656-1708).
subvillosum: epíteto latino que significa "sub-peludos".
Citología
Número de cromosomas de Allium subvillosum (Fam. Liliaceae) y táxones infraespecíficos: n=14; 2n=28
Sinonimia
- Allium subhirsutum subsp. subvillosum (Salzm. ex Schult. & Schult.f.) Duyfjes, Meded. Landbouwhoogeschool 76(11): 137. 1976.
- Allium subhirsutum var. subvillosum (Salzm. ex Schult. & Schult.f.) Ball, J. Linn. Soc., Bot. 16: 691. 1879.
- Allium album var. purpurascens Maire & Weiller, Bull. Soc. Hist. Nat. Afrique N. 26: 121. 1935.
- Allium chamaemoly Viv., Fl. Libyc. Spec.: 19. 1824, sensu auct.
- Allium humbertii Maire, Bull. Soc. Hist. Nat. Afrique N. 17: 124. 1926.
- Allium subhirsutum Desf., Fl. Atlant. 1: 286. 1798, nom. illeg.
- Allium subhirsutum f. purpurascens (Maire & Weiller) Vindt, Bull. Soc. Sci. Nat. Maroc 33: 125. 1953.
- Allium subhirsutum Rchb., Fl. Germ. Excurs.: 113. 1830, nom. illeg.
- Allium subhirsutum var. canariense Regel, Trudy Imp. S.-Peterburgsk. Bot. Sada 3(2): 249. 1875.
- Allium subhirsutum var. purpurascens (Maire & Weiller) Maire & Weiller, in Fl. Afr. Nord 5: 289. 1958.
- Allium subhirsutum var. vernale (Tineo) Bonnet & Barratte, Expl. Sci. Tunisie, Cat. Pl.: 414. 1896.
- Allium subvillosum f. robustum Palau Ferrer, nom. nud. in sched., as robusta.
- Allium vernale Tineo in G.Gussone, Fl. Sicul. Prodr., Suppl.: 96. 1832.[6]

## Nombre común
- Castellano: ajetes de prado, ajo-lirio, suspiros de Cádiz.[10]